# Andamansporegøg
Andamansporegøg (latin: Centropus andamanensis) er en fugl, der lever på Andamanerne og Nicobarerne og Cocoøerne.